# Voyage d'une Parisienne à Lhassa
Voyage d'une Parisienne à Lhassa est le carnet de voyage d'Alexandra David-Néel publié après son 3e voyage en Inde qui la mène à travers le Tibet jusqu'à Lhassa, un exploit qui la rendit rapidement mondialement célèbre. Il est paru en 1927.
L'auteur a été parmi les rares étrangers à entrer au Tibet à cette époque, et elle a été en 1924 la première femme d'origine européenne à entrer à Lhassa.
Dans ce livre, elle explique au lecteur l'atmosphère de ce pays durant les années vingt, ainsi que le mode de vie des Tibétains. Pour entrer au Tibet, elle devait cacher son identité et parler, s'habiller et vivre comme une vieille femme tibétaine accompagnée de son fils Lama Yongden.

## Origine
Le 3e voyage en Inde d'Alexandra David-Néel, la mène au Tibet jusqu'à Lhassa après un voyage de 13 ans.
De octobre 1924 à février 1925, Alexandra David-Néel parcourt à pied près de 2 000 km, reliant le Yunnan à Lhassa. Elle devient ainsi pour la première femme occidentale à entrer dans la capitale du Tibet, alors interdite aux étrangers.
Le récit de son aventure fera l'objet d'un livre, Voyage d'une Parisienne à Lhassa, publié à Paris en 1927
Ce récit de voyage la rendit rapidement mondialement célèbre. Alexandra sut créer une renommée internationale à cet exploit physique et psychologique. La dame lama de 56 ans, a voyagé dans des conditions extrêmes, déguisée en mendiante tibétaine avec son fils adoptif et fidèle compagnon le Lama Yongden, tout en déjouant la vigilance des autorités tibétaines et britanniques.
A la suite de son exploit, Alexandra David-Néel publie en 1925 à Pékin Souvenirs d’une Parisienne au Thibet, un ouvrage de 129 pages, dont la moitié à finalement été publié chez Plon en 1927.
La spécialiste d'Alexandra David-Néel, Joëlle Désiré-Marchand (qui a eu accès à Souvenirs d’une Parisienne au Thibet ainsi qu'à des lettres, cahiers de notes et agendas encore inédits), affirme que la finalisation de Voyage d'une Parisienne à Lhassa a eu lieu durant l’été 1925. Le premier jet fut écrit et porté à Pékin, probablement par le Lama Apur Yongden, qui était responsable de rapporter en France les livres et affaires laissés au Tibet par sa mère adoptive.

## Accueil critique
Lors de sa première publication, Voyage d'une Parisienne à Lhassa suscite de vifs débats. Certains Occidentaux jugent les événements relatés comme « improbables ». Il leur paraît inconcevable qu’un Européen, et de surcroit une femme, ait pu atteindre  la ville bouddhiste de Lhassa. Le fait qu'Alexandra ait parcouru à pied affrontant un froid glacial et se nourrissant de thé d’orge, est jugée difficilement recevable par certains lecteurs. De plus, la description de phénomènes mystérieux et surnaturels, tels que l’apparition d’une figure de lama fantomatique, renforce le scepticisme des lecteurs européens.